# Pieterlen
Pieterlen (francouzsky Perles) je obec (malé město) v okrese Biel/Bienne v kantonu Bern ve Švýcarsku. Žije zde přibližně 4 400 obyvatel.

## Geografie
Sousední obce ve směru hodinových ručiček od severu jsou Lengnau, Meinisberg, Safnern, Biel/Bienne, Sauge a Romont. Pieterlen leží na jižním úpatí Jury v oblasti Berner Seeland.

## Historie

Letecký pohled (1925)

Vykopávky ve místních částech Schlangern a Leimern dokazují, že v oblasti žili kočovní lovci-rybáři již ve střední době kamenné, tedy před více než 5000 lety. Vykopávky v části obce Badhaus svědčí také o římském osídlení.
Trvalé osídlení Pieterlenu pravděpodobně zahájili Burgunďané a Alamani. Poloha mezi francouzsky mluvícími Burgunďany a německy mluvícími Alamany se odráží i v nejstarších formách jmen: Perla, Pelle a Perles se vyskytují vedle Peterlo, Bieterlon a Pieterlen.
Nejstarší dochovaný doklad o pieterlenském kostele pochází z roku 1228 od lausannského biskupa. První zmínka o šlechticích z Pieterlenu je v pergamenové listině z roku 1255. Nejstarší dochované pečeti těchto rytířů - se vzpřímeně kráčejícím lvem, podle kterého byl vytvořen dnešní erb - pocházejí z roku 1273.
Kdy a za jakých okolností se Pieterlen, který církevně patřil k lausannskému biskupství, dostal pod světskou vládu basilejských knížat-biskupů, není známo. Nepřirozený průběh jižní hranice knížecího biskupství mezi Neuenstadtem a Pieterlenem naznačuje vleklé spory s hraběcím rodem Neuenburg-Nidau.
První přesnější informace o právních a hraničních vztazích jsou uvedeny v dokumentu Rodel von Pieterlen z roku 1370. V roce 1416 koupil Pieterlen klášter Bellelay (v Jurovi) a od té doby platili místní sedláci daně svému novému majiteli, opatovi z Bellelay.
Nové politické a hospodářské poměry trvaly 400 let, dokud se Pieterlen po krátkých zmatcích v období francouzské nadvlády nestal v roce 1815 součástí státu Bern.
Tehdy také vypukl velký požár obce, který vypukl 30. srpna 1726 a během několika hodin zničil 28 domů a několik sýpek a stodol.
Zpočátku byl Pieterlen smíšenou obcí, jak je tomu v Jurovi dosud jako kombinace měšťanských a rezidentských komunit. Počátek industrializace a všeobecný nárůst počtu obyvatel spolu s volností osídlení však přinesly potíže s využíváním měšťanských statků, na nichž se neměšťanští obyvatelé dožadovali podílu.
To vedlo k dohodě o rozdělení, která vstoupila v platnost 1. ledna 1861: měšťanské obci byly přiděleny především lesy a půda, zatímco právní forma ostatních obyvatel (Einwohnergemeinde) byla zdaněna kapitálem 80 000 franků.

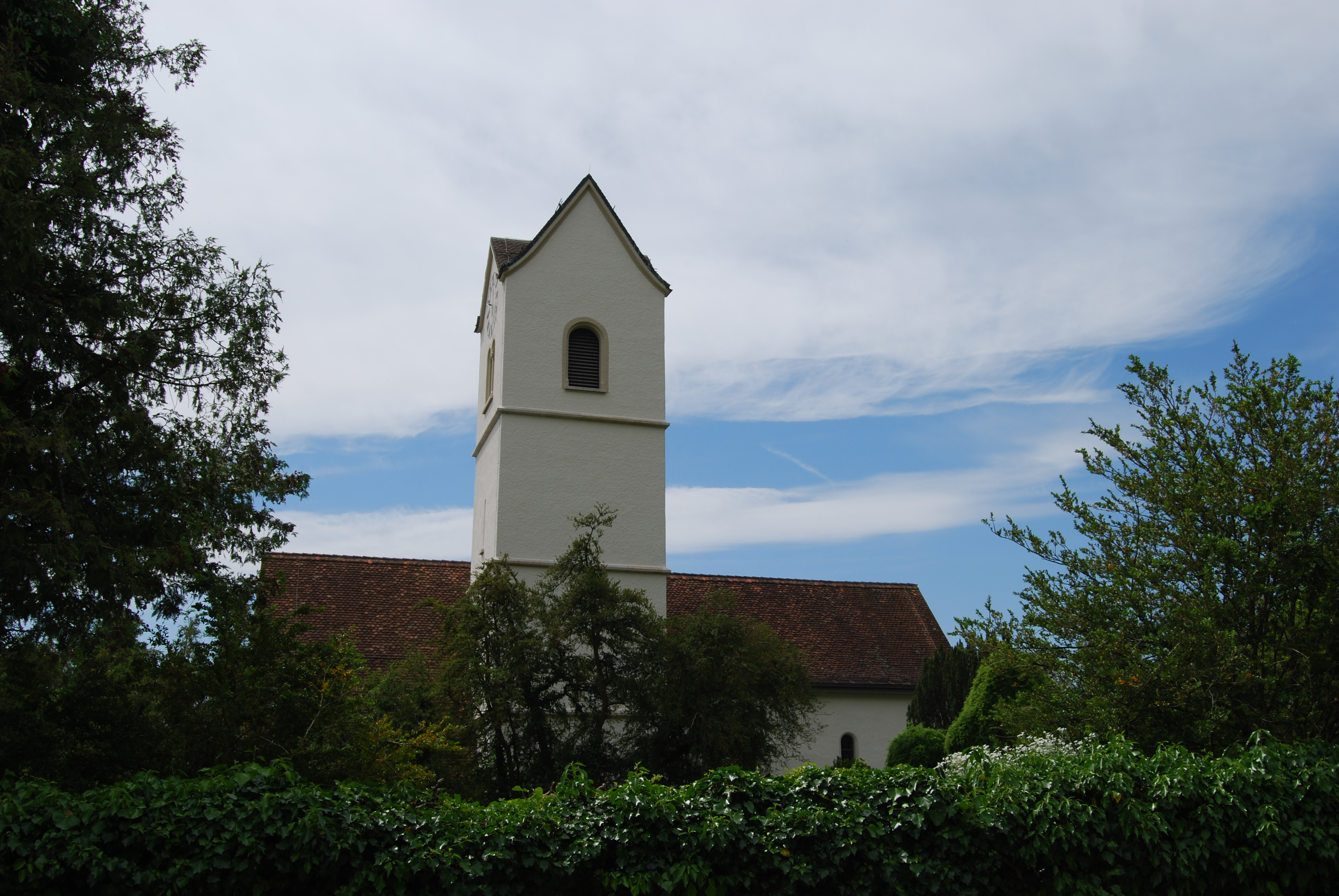
Reformovaný kostel

Zemědělská vesnice se tak stala průmyslovým městečkem a zemědělci, vinaři a drobní řemeslníci se stali průmyslovými a domácími dělníky. Určitá trvalá prosperita však nastala až po roce 1950.
Po více než 30 letech plánování a výstavby a 16letém zpoždění původně plánovaného zahájení výstavby byla dálnice N5 (nyní A5) otevřena pro dopravu právě v době konání EXPO 02. Dálnice také vyvolala řadu změn, které trvale ovlivnily ráz obce. Scelování zemědělských usedlostí a renaturalizace krajiny by se bez této celostátní stavby pravděpodobně neuskutečnily.
Otevření dálnice 18. dubna 2002 tak položilo základ pro další významný krok ve vývoji Pieterlenu od vesnice k rozmanité aglomerační obci. Od roku 2003 do konce roku 2017 se počet obyvatel zvýšil o dalších 920 (+21 %) na celkových více než 4000 osob. V tomto období byla zmodernizována cihelna a jméno Pieterlenu nesou po celém světě mezinárodně působící společnosti.

## Obyvatelstvo
| Vývoj počtu obyvatel | Vývoj počtu obyvatel | Vývoj počtu obyvatel | Vývoj počtu obyvatel | Vývoj počtu obyvatel | Vývoj počtu obyvatel | Vývoj počtu obyvatel | Vývoj počtu obyvatel | Vývoj počtu obyvatel | Vývoj počtu obyvatel | Vývoj počtu obyvatel |
| -------------------- | -------------------- | -------------------- | -------------------- | -------------------- | -------------------- | -------------------- | -------------------- | -------------------- | -------------------- | -------------------- |
| Rok                  | 1726                 | 1870                 | 1950                 | 1960                 | 1970                 | 1980                 | 1990                 | 2005                 | 2010                 | 2017                 |
| Počet obyvatel       | 296                  | 775                  | 2375                 | 2978                 | 3485                 | 3045                 | 3420                 | 3352                 | 3543                 | 4290                 |

## Doprava

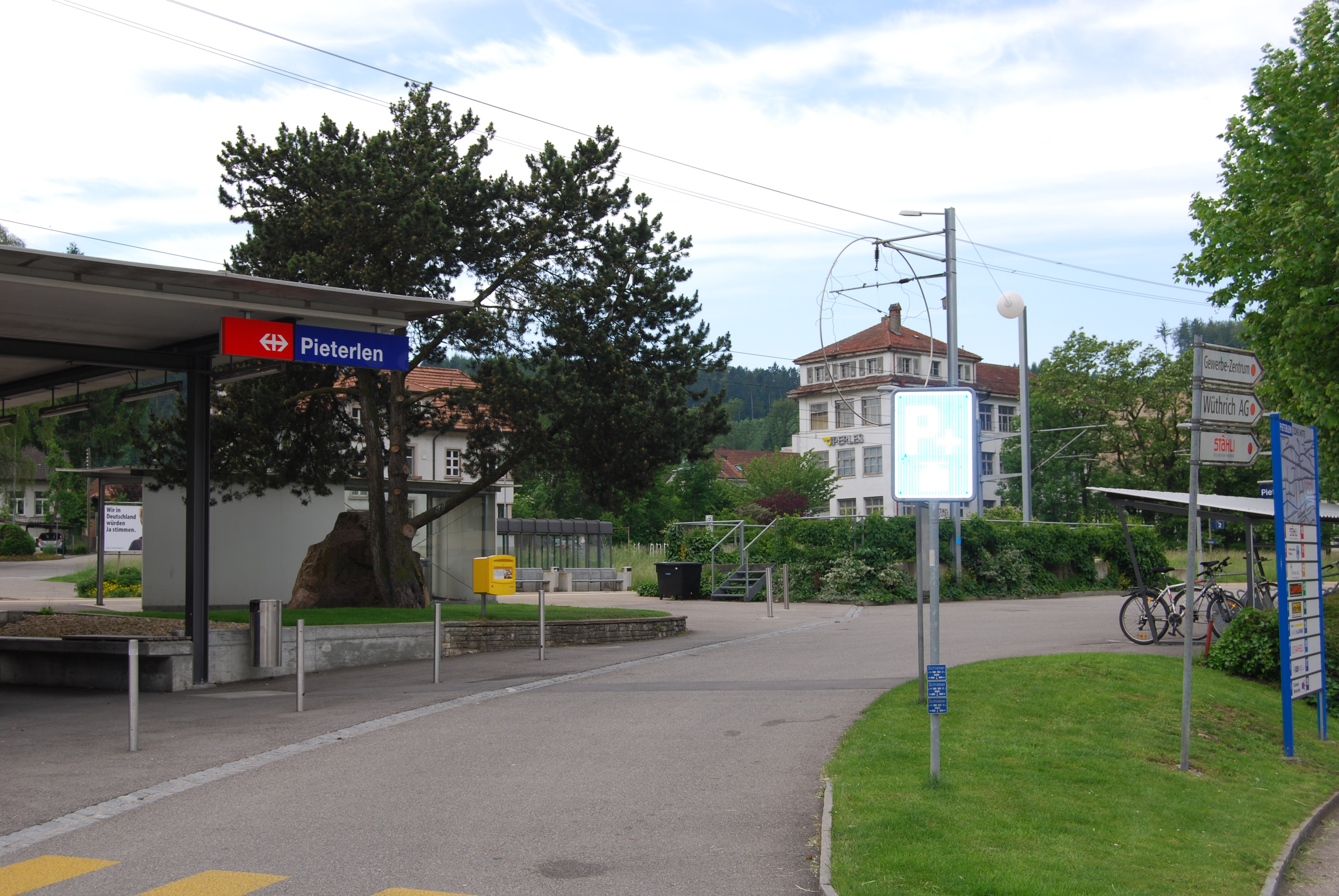
Železniční zastávka Pieterlen

Pieterlen má dobrou dopravní síť a přímé dálniční napojení na dálnici A5. Výstavba dálnice výrazně snížila dopravní zátěž v obci.
Do Pieterlenu jezdí vlakové linky Švýcarských spolkových drah (SBB) Pieterlen–Biel a Pieterlen – Grenchen Süd – Solothurn – Olten. Autobusovou dopravu zajišťuje dopravce Aare Seeland mobil (ASm).

## Zajímavost
Od roku 1992 do roku 2018 udržovala obec přátelské vztahy s českou partnerskou obcí Třešť. Dohoda o rozvázání partnerství byla zaslána švýcarskou stranou koncem roku 2017.